# Hemiurus levinseni
Hemiurus levinseni är en plattmaskart. Hemiurus levinseni ingår i släktet Hemiurus och familjen Hemiuridae. Inga underarter finns listade i Catalogue of Life.